# 紅胡蒂爾
52°17′10″N 33°2′13″E / 52.28611°N 33.03694°E
红胡蒂爾（羅馬化：Krasnyi Khutir）是烏克蘭的村落，位於該國北部切爾尼戈夫州，由諾夫霍羅德-錫韋爾斯基區诺夫霍罗德-锡韦尔斯基市镇負責管轄，始建於1700年，面積0.29平方公里，海拔高度159米，2001年人口71，人口密度每平方公里244.8人，2024年人口0。